# Can't stop loving you
Can't Stop Loving You is een nummer van de Britse zanger Leo Sayer, en is uitgebracht in 1978. Het nummer gaat over een meisje dat afscheid neemt van een jongen, maar de jongen kan niet stoppen met van zijn meisje te houden.
Het nummer is met name bekend in de coverversie van de Britse zanger Phil Collins uit 2002, van het album Testify. 
In veel landen scoorde het nummer hoog in de hitlijsten. Het was een nummer 1-hit in Amerika en in Nederland haalde het nummer de derde plaats. In Vlaanderen kwam het nummer niet verder dan nummer 16.
In de videoclip van het nummer is Phil te zien bij zijn huis (op het begin bij zijn veranda, later ook bij zijn balkon), maar ook in Singapore en Japan.

## NPO Radio 2 Top 2000
| Nummer met noteringen in de NPO Radio 2 Top 2000 | '06 | '07 | '08 | '09 | '10 | '11 | '12 | '13 | '14 | '15 | '16 | '17  | '18 | '19 | '20 | '21  | '22  | '23  | '24 |
| ------------------------------------------------ | --- | --- | --- | --- | --- | --- | --- | --- | --- | --- | --- | ---- | --- | --- | --- | ---- | ---- | ---- | --- |
| Can't stop loving you (Phil Collins)             | 388 | 448 | 845 | 556 | 537 | 663 | 563 | 586 | 738 | 791 | 844 | 1004 | 766 | 839 | 921 | 1032 | 1124 | 1246 | 930 |

1. ↑  Een vetgedrukt getal geeft de hoogste notering aan.
2. ↑  2006 was het eerste jaar met een notering voor dit nummer.